# Juan Rulfo
Juan Rulfo (Sayula, 1917. május 12. – Mexikóváros, 1986. január 7.) mexikói író.
Irodalmi hagyatéka mindössze két könyvből áll; az 1953-ban El Llano en Llamas címmel (magyarul: Lángoló síkság – 1974-ben) megjelent novellák és a Pedro Páramo című regény (1955 – magyarul 1971-ben). Nem a leghíresebb, de a legfontosabb mexikói író. Ebben a két remekműben a mexikói vidéki élet kegyetlen és embertelen világát mutatja be, jellegzetes nyelvezettel, rendkívül rövid és kiábrándítóan tömör stílusban, amely a fantáziát felkorbácsolja, s mégis kimértsége így annál fájdalmasabb.
Ez két vékonyka könyv elegendő volt, hogy a modern dél-amerikai irodalom egyik legfontosabb alakjává tegyék. A legtöbb XX. századi dél-amerikai szerzőre ilyen vagy olyan módon befolyással volt.
Rulfo egyébiránt köztisztviselő volt és soha nem kívánt főfoglalkozású íróvá válni.

## Magyarul
- Pedro Páramo. Regény; ford. Hargitai György, utószó Benyhe János; Európa, Bp, 1964 (Modern könyvtár)
- Lángoló síkság; ford. Belia Anna, Kürti Pál, utószó Belia Anna; Európa, Bp, 1971 (Modern könyvtár)
- Lángoló puszta; ford. Imrei Andrea; Bookart, Csíkszereda, 2014 (Juan Rulfo életmű sorozat)
- Pedro Páramo; ford. Imrei Andrea; Bookart, Csíkszereda, 2014 (Juan Rulfo életmű sorozat)
- Aranykakas; ford. Imrei Andrea, versford. Markó Béla, szerk. Hajdú Farkas-Zoltán; Bookart, Csíkszereda, 2015 (Juan Rulfo életmű sorozat)